# Siamesisch-Birmanischer Krieg 1764–1769
Der Siamesisch-Birmanische Krieg 1764–1769 war ein militärischer Konflikt zwischen dem siamesischen Reich Ayutthaya und dem birmanischen Königreich Ava der Konbaung-Dynastie. Er führte zur zweiten und endgültigen Zerstörung Ayutthayas.

## Vorgeschichte
Nachdem der lokale Herrscher Alaungphaya (1714–1760) Birma erneut vereint und eine neue Dynastie gegründet hatte, unternahm er eine Reihe von Eroberungszügen, die ihn auch in den Osten nach Siam führte. Dort starb er allerdings während der birmanischen Belagerung von Ayutthaya. Anschließend begannen Streitigkeiten über die Thronfolge, aus denen der expansionistisch ausgerichtete Hsinbyushin (reg. 1760 bis 1776) als neuer König hervorging.

## Verlauf
Hsinbyushin wandte sich zuerst mit einer größeren Streitmacht in den Norden des heutigen Thailands nach Chiang Mai, das er nach kurzem Widerstand besiegte. Anschließend ging er weiter nach Nordosten ins heutige Laos. Nach dessen Eroberung zog er gen Süden, um Ayutthaya anzugreifen und mit etwa 50.000 Soldaten zu belagern. Am 20. Januar 1766 machten die Siamesen einen Ausfall mit etwa der gleichen Truppenstärke, doch wurde ihre Vorhut durch eine Salve aus Musketen dermaßen von Panik erfasst, dass sie zurück in die eigenen Reihen floh. Tausende Siamesen wurden durch die nachsetzenden Birmanen getötet. 
Siam versuchte, mit etwa 10.000 Mann Entsatz zu leisten, doch hielten die Birmanen ihre Stellungen, selbst in der sonst eher kampflosen Regenzeit, während der die Soldaten meist entkräftet waren. Im Dezember 1766 machten die Siamesen eine letzte Anstrengung, die Belagerung zu brechen, indem sie mit Hilfe von Kanonenbooten die unter Wasser stehenden Verschanzungen der Birmanen angriffen. Sie wurden unter großen Verlusten erneut zurückgeschlagen. Phaya Taksin (1734–1782), der später als König regierte, zog sich mit rund 500 Soldaten aus der Hauptstadt zurück, um im Osten des Landes eine neue Streitmacht aufzubauen.

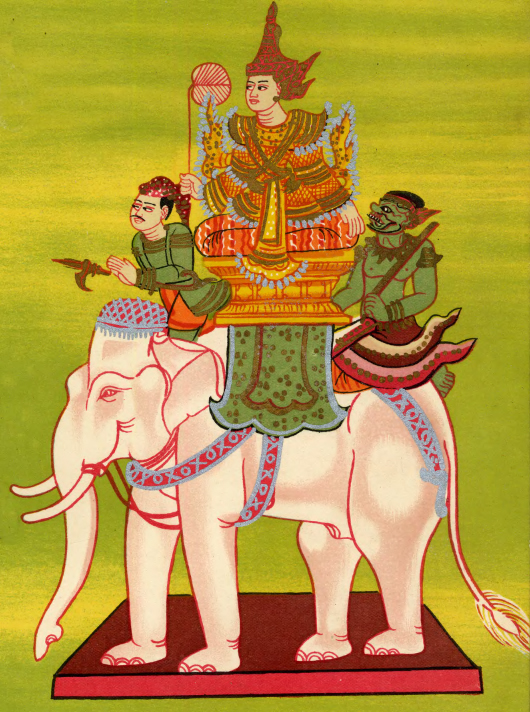
Hsinbyushin auf seinem Kriegselefanten

Den April 1767 hindurch, während der heißen Jahreszeit in Südostasien, füllten die Birmanen Gänge und Tunnel, die sie unter Stadtmauer Ayutthayas gegraben hatten, mit Stroh und Feuerholz. Sie zündeten die Masse an, die sich zu einem Großfeuer entfachte und die Stadtmauer einstürzen ließ. Die Birmanen stürmten die Stadt, töteten viele Tausend Siamesen, darunter König Ekathat, und verschleppten etwa 30.000 als Gefangene nach Birma. Ayutthaya wurde so vollständig verwüstet, dass an einen Wiederaufbau nicht zu denken war. Viele Buddhabildnisse, Tempel und Kunstschätze wurden geplündert und zerstört. Die Birmanen schmolzen das Gold aus den wertvollen Statuen und zerstörten auch die Staatsarchive des Königreichs. 
Bereits 1768 hatte König Taksin persönlich eine größere Truppe zusammengestellt, die nun systematisch gegen die Birmanen vorging, mit dem Ziel sie aus dem Land zu vertreiben. Dies gelang 1769, womit die Einheit Siams wiederhergestellt war.

## Folgen
Die völlige Zerstörung der Hauptstadt Ayutthaya ließ einen raschen Wiederaufbau nicht zu, deshalb errichteten die Siamesen in Thonburi eine neue. König Taksin machte es sich in der Folge zur Aufgabe, auch das Königreich der Tai Yuan von Lan Na (Chiang Mai) der birmanischen Oberhoheit zu entziehen, was zum Siamesisch-Birmanischen Krieg (1775–1776) führte.